# Prosorhynchoides labiatus
Prosorhynchoides labiatus är en plattmaskart. Prosorhynchoides labiatus ingår i släktet Prosorhynchoides och familjen Bucephalidae. Inga underarter finns listade i Catalogue of Life.